# Сауанов, Ибрай
Ибрай Сауанов (каз. Ыбырай Сауанов; 1887 год, село Казталовка — 30 марта 1976 год, село Казталовка, Казталовский район, Западно-Казахстанская область) — заведующий фермой колхоза «Интернационал» Казталовского районаЗападно-Казахстанской области, Казахская ССР. Герой Социалистического Труда (1948).

## Биография
Родился в 1887 году в крестьянской семье в селе Казталовка. С 1920 года занимался установлением советской власти в Казталовке: был заместителем, председателем исполнительного отдела сельского Совета. Позднее был назначен заведующим фермой колхоза «Интернационал» Казталовского района. 
В 1948 году удостоен звания Героя Социалистического Труда «за получение высокой продуктивности животноводства в 1947 году при выполнении колхозом обязательных поставок сельскохозяйственных продуктов и плана развития животноводства».
Память
Его именем названа одна из улиц в Казталовке.
Награды
- Герой Социалистического Труда — указом Президиума Верховного Совета СССР 23 июля 1948 года
- Орден Ленина